# SYN-флуд
SYN-флуд — одна из разновидностей сетевых атак типа отказ от обслуживания, которая заключается в отправке большого количества SYN-запросов (запросов на подключение по протоколу TCP) в достаточно короткий срок (RFC 4987).
Согласно процессу «трёхкратного рукопожатия» TCP, клиент посылает пакет с установленным флагом SYN (synchronize). В ответ на него сервер должен ответить комбинацией флагов SYN+ACK (acknowledges). После этого клиент должен ответить пакетом с флагом ACK, после чего соединение считается установленным.
Принцип атаки заключается в том, что злоумышленник, посылая SYN-запросы, переполняет на сервере (цели атаки) очередь на подключения. При этом он игнорирует SYN+ACK пакеты цели, не высылая ответные пакеты, либо подделывает заголовок пакета таким образом, что ответный SYN+ACK отправляется на несуществующий адрес. В очереди подключений появляются так называемые полуоткрытые соединения (англ. half-open connection), ожидающие подтверждения от клиента. По истечении определенного тайм-аута эти подключения отбрасываются. Задача злоумышленника заключается в том, чтобы поддерживать очередь заполненной таким образом, чтобы не допустить новых подключений. Из-за этого клиенты, не являющиеся злоумышленниками, не могут установить связь, либо устанавливают её с существенными задержками.
Атака основывается на уязвимости ограничения ресурсов операционной системы для полуоткрытых соединений, описанной в 1996 году группой CERT, согласно которой очередь для таких подключений была очень короткой (например, в Solaris допускалось не более восьми подключений), а тайм-аут подключений — достаточно продолжительным (по RFC 1122 — 3 минуты).

## Противодействие
Предложенным решением было использование SYN cookie, либо ограничение запросов на новые подключения от конкретного источника за определенный промежуток времени. Сетевой протокол транспортного уровня SCTP, который является более современным по сравнению с TCP, использует SYN cookie и не подвержен SYN-флуд-атакам.